# Peet's Coffee & Tea
Peet's Coffee & Tea est une entreprise de distribution et de torréfaction de café. Fondée en 1966 par Alfred Peet à Berkeley, en Californie, Peet's propose une gamme de cafés et thés haut-de-gamme dans ses magasins, et son café est distribué dans certaines grandes surfaces américaines.
Peet's Coffee & Tea, Inc. a été cotée au NASDAQ avec le code PEET jusqu'en 2012. 
C'est la première entreprise spécialisée dans le café et le thé aux États-Unis. L'entreprise a été fondée en 1966 à Berkeley, en Californie par Alfred Peet. 

## Histoire
Peet's Coffee & Tea est créé en 1966 par Alfred Peet. Il ne s'agit alors que d'un simple magasin à Berkeley, en Californie. Ce magasin est d'ailleurs toujours en activité au 2124 Vine Street à Berkeley, à côté de l'université de Californie. Peet a grandi dans le secteur du café alors qu'il vivait, petit, en Hollande. Il émigre à San Francisco, Californie à l'âge de 35 ans, et commence à torréfier son propre café. Alfred Peet meurt du cancer le 29 août 2007, à l'âge de 87 ans, dans sa maison de Ashland, en Oregon.
Peet était une des premières autorités du thé qui est devenu plus tard largement reconnu comme le grand-père du café de spécialité aux États-Unis. respecter des normes strictes de haute qualité et de goût, et contrôler la qualité des produits grâce à son système unique de vente directe et de marchandisage. Peet's s'engage à développer stratégiquement ses activités par le biais de nombreux canaux tout en conservant l'extraordinaire qualité de ses cafés et thés.
Peet's a été la principale inspiration pour son rival Starbucks. Les trois fondateurs de Starbucks ont très bien connu Alfred Peet, et ont acheté les grains de café torréfiés chez Peet's pendant la première année, en 1971. Peet vend son affaire en 1979 mais est resté négociant en café jusqu'en 1983.
La chaine a été beaucoup plus lente à s'étendre que Starbucks et est essentiellement implanté en Californie. La compagnie fait son apparition en bourse en 2001 (PEET), et depuis juin 2006, Peet's est l'un des principaux challengers de Starbucks avec un chiffre d'affaires de 393 millions de dollars, alors que Starbucks's fait tout de même plus de 5 milliards.
En 2017, la chaîne ouvre un atelier de torréfaction et un café à Shanghai.

### Rumeurs d'acquisition
En mars 2011, nombre de sources ont évoqué le fait que Peet's serait en discussion pour se vendre à Starbucks, même si les deux marques n'ont pas désiré s'exprimer sur le sujet,,.

### Rachat par JAB /
En octobre 2012 Joh. A. Benckiser ("JAB") annonce la finalisation de l'acquisition de Peet's par JAB pour 73,50 $ par action en espèces, soit un total d'environ 1 milliard de dollars.

## Concurrents
- The Coffee Bean & Tea Leaf
- Starbucks